# Набережний (Чечня)
Набережний (рос. Набережный) — селище у Грозненському районі Чечні Російської Федерації.
Населення становить 78 осіб. Входить до складу муніципального утворення Толстой-Юртовське сільське поселення.

## Історія
Згідно із законом від 20 лютого 2009 року органом місцевого самоврядування є Толстой-Юртовське сільське поселення.

## Населення
| 1990 | 2002 | 2010 |
| ---- | ---- | ---- |
| 120  | ↘106 | ↘78  |